# Benedicto García Villar
Benedicto García Villar (Santiago de Compostela, 7 de mayo de 1947 - ibídem, 4 de junio de 2018) fue un cantante e intelectual español. En sus inicios, estuvo vinculado al colectivo Voces Ceibes.

## Trayectoria

### Inicios
A mediados de los años 1960 comienza la carrera de Telecomunicacións en Santiago de Compostela, carrera que continuará en Madrid entre los años 1965 y 1967. En Madrid asiste a los recitales de Raimon y Joan Manuel Serrat. En esos meses compone su primera canción: "Un home" y comienza a relacionarse con Xavier Alcalá. A finales de 1967, de nueva en Galicia, cursa estudios de Económicas. Conoce la poesía social de Celso Emilio Ferreiro y pone música a su "Carta a Fuco Buxán". El primer concierto en público tendrá lugar en la Facultad de Filosofía y Letras de Santiago de Compostela. En esa época comienza a tener relación con el cantautor Xavier del Valle, con el que participará en varios recitales.

### Nova Canción GalegayVoces Ceibes
El año 1968 vivirá las revueltas estudiantiles de Compostela y comienza a relacionarse con figuras como Xesús Alonso Montero, Manuel María o Lois Diéguez. De los dos últimos va a musicar varios poemas. También en ese año comienza a dar recitales por todo el país, sorteando los problemas con la censura política. Especialmente importante fue el recital en la Facultad de Medicina de Santiago, que sirvió como punto final de las movilizaciones estudiantiles del abril compostelano. Acompañado por Xavier del Valle, Xerardo Moscoso, Vicente Araguas y Guillermo Rojo, participa de lo que sería llamado como acto fundacional de la Nova Canción Galega. El recital aglutinó a unas 2.000 personas en un acto de trascendencia política.
En mayo de 1968 participa en la fundación del colectivo Voces Ceibes, grupo inspirado en las experiencias de Els Setze Jutges e de los vascos Ez dok amairu. Sus puntos programáticos fueron el monolingüismo en gallego, la temática social y el rechazo del folclore gallego. También compartían con las experiencias vasca y catalana un sentido de comunidad.

### Represión política
En julio de 1968, participó en el Festival Galego da Canción Moderna. Durante su actuación, cuando interpretaba la canción "Carta a Fuco Buxán", fue impelido desde las bambalinas por dos miembros de las fuerzas de seguridad para que dejase de cantar. Detenido por la policía, pasó una noche en los calabozos y fue multado por interpretar canciones prohibidas y dirigir frases subversivas a los asistentes. También se prohibió un concierto junto a Xavier del Valle y Vicente Araguas en la Sociedad Cultural y Deportiva "Bertón" en Caranza, Ferrol.

### Primeros conciertos
A mediados de 1968, una parte del colectivo Voces Ceibes viaja a Barcelona, para grabar sus primeros trabajos. Surge así, grabado en los estudios Gema, un EP titulado Benedicto, más conocido como No Vietnam, uno de los cuatro temas de los que constaba el primer disco editado por el autor.
El 1 de diciembre de 1968 participará, junto con el resto de los miembros de Voces Ceibes en un concierto en el cine Capitol de Compostela. En enero de 1969 visitará con los otros miembros del colectivo, las ciudades de Oviedo e Gijón, saliendo por primera vez de Galicia.
En 1970 ingresa en el Partido Comunista de Galicia, con el que comienza a colaborar hasta que fue expulsado de la universidad. Sin excusas para más prórrogas, se incorpora al servicio militar, lo que supondrá un parón en su carrera musical. En Madrid escucha por primera vez un disco del portugués José Afonso. Vuelve a Galicia en julio de 1971, aunque no será readmitido en la universidad.
Con Voces Ceibes dará sus primeros recitales fuera de España: Toulousse, Países Bajos. Más adelante, Benedicto, Xerardo Moscoso y Bibiano participarán en la Exposición de Arte Contemporánea de Milán, un acto da resistencia antifranquista en el exilio que reunía poesía, canción protesta y artes plásticas. La exposición comenzó el 10 de marzo de 1972, por lo que coincidió con el asesinato en Ferrol de Daniel Niebla y Amador Rey, del que tuvieron noticia una vez allí. 
En 1972, Benedicto y Bibiano participan en una serie de festivales en el extranjero, visitando París, Bruselas y Suiza.

### Relación con José Afonso
En abril de 1972, Benedicto viaja a Portugal con la intención de conocer a José Afonso, con el que traba una gran amistad. José Afonso actuaría en Santiago de Compostela el 10 de mayo de ese mismo año a instancias de Benedicto. Entre 1972 y 1974, Benedicto acompañará al cantante portugués en distintas giras por Galicia, Asturias, Portugal, Francia y Bélgica y participa en 1973 en la grabación del disco Eu vou ser como a toupeira. Fruto de esta relación fue la coincidencia en la canción Nosa Señora da Guía (en el disco Pola Unión de Benedicto) y la canción Chula da Póvoa (en el disco Com as minhas tamanquinhas de José Afonso), que en realidad son dos versiones de una misma canción.
Todavía en vida de Zeca, Benedicto actuaría en el concierto homenaje al portugués Galiza a José Afonso, celebrado en Vigo el 31 de agosto de 1985, en el que interpretó la canción Cantigas do Maio. En 1987, muerto Zeca, Benedicto sería el impulsor de una serie de conferencias, homenajes y recitales sobre el cantor portugués, en los que reuniría a importantes figuras de la música gallega (Emilio Cao, Milladoiro...) o española (Luis Pastor, Maria del Mar Bonet o Pi de la Serra).
En 2006, Benedicto colaboró activamente en la demanda de Unha rúa para o Zeca Afonso, que fue aprobada por el consistorio compostelano el 29 de noviembre de 2006.

### Final de Voces Ceibes
A finales de 1974, el grupo decide finalizar el proyecto colectivo Voces Ceibes y dar comienzo al llamado Movemento Popular da Canción Galega con la intención de dar cabida a múltiples estilos y artistas. El nuevo colectivo consiguió reunir el 2 de marzo de 1975, en un primer y único concierto, a más de 5.000 personas en el Pabellón del Obradoiro, en Santiago de Compostela.

### Muerte de Franco
Con la muerte del dictador, tras unos primeros meses de intensidad, las actividades de canción protesta dejaron de tener vigencia. Benedicto tuvo ocasión de participar en el I Festival dos Pobos Ibéricos, celebrado en Madrid, y otros eventos similares. Fue especialmente famoso el concierto que dio junto a Bibiano el 25 de junio de 1976 en el Pabellón de Deportes de La Coruña. O el concierto en solidaridad con el dirigente comunista Santiago Álvarez, preso en el penal de Carabanchel.
En 1976, Benedicto grabó su primer LP, Pola Unión. En 1979, Benedicto sacó un segundo trabajo en solitario: Os nomes das cousas. En 1980 abandonó su militancia en el PCG, no así su militancia como sindicalista de CC.OO.

## Reconocimientos
En 1977 se rodó en Santiago de Compostela un documental titulado Benedicto, producido para la serie Yo canto, de TVE, dirigido por Manuel Garrido Palacios.
El 26 de junio de 2014 se le dedicó un homenaje en el Teatro Principal de Santiago de Compostela, "Polo mar da liberdade", organizado por la Fundación 10 de Marzo, conducido por Carlos Blanco Vila y con la actuación de artistas como Uxía Senlle, João Afonso, Narf, Sérgio Tannus, Francisco Fanhais, Manuel Freire de Andrade, Labregos do tempo dos Sputniks y la Orchestra Valdeorras.
El 28 de febrero de 2015 se le dio otro homenaje en Isla de Arosa, "Unha aperta a Benedicto dende a Arousa", debido a su gran relación con sus gentes, en el que participaron la Orchestra Valdeorras, María Manuela, Couple Coffe, Narf, Uxía y conducido por Carlos Blanco.
El 19 de julio de 2018 le fue concedido de manera póstuma el título de hijo predilecto de Santiago de Compostela.

## Discografía

### Discos en solitario
- Benedicto (también conocido como No Vietnam) (EP, Edigsa-Xistral, Barcelona, 1968)
- Pola Unión (LP, CFE, Madrid, 1977)
- Os nomes das cousas (LP, CFE-Guimbarda, Madrid, 1979)
- (Sen título) (SG, CFE-Guimbarda, Madrid, 1979)

### Grabaciones no oficiales o sin editar
- Benedicto (EP inédito grabado para Assírio & Alvim, Lisboa, 1968)
- Benedicto e Bibiano (Voces Ceibes) (son del concierto del 25 de junio de 1976 en La Coruña, editado en casete clandestinamente por las Juventudes Comunistas en 1976 con el título Homenaxe a Santiago Álvarez; por El Correo Gallego de nuevo en casete en 1992 y reeditado en mp3 por A Regueifa Plataforma en 2006 con tres temas más).

### Recopilatorios y discos colectivos
- Galicia canta (LP colectivo, Pobovox, Caracas, Venezuela, 1970)
- Cerca de mañana, canciones del País Vasco, Cataluña, Galicia y España (LP colectivo, 1972. Grabado y editado clandestinamente por CC.OO., Madrid) (Reeditado en edición facsímile por la Fundación Cipriano García, Barcelona, en 1997)
- El nacimiento de una leyenda (Benedicto, Bibiano e Emilio Cao) (triple LP, CFE-Guimbarda, Madrid, 1977)
- 7 anos de canción galega (LP colectivo, Ruada, La Coruña, 1979)
- A Gran Escolma da Música Galega (6 CD colectivos, Fonomusic, Madrid, 1993)
- Noticia da Nova Canción Galega (Doble CD recopilatorio que incluye las cuatro canciones del EP Benedicto, también conocido como No Vietnam; 1996).
- Galiza a José Afonso (concierto en vivo de 1985, editado en 2000)

### Colaboraciones
- Eu vou ser como a toupeira, de José Afonso (LP, Orfeu, Madrid, 1972).
- Estamos chegando ó mar, de Bibiano (LP, CFE, Madrid, 1976).
- Llamas, de Claudina e Alberto Gambino (LP, CFE, Madrid, 1978).
- Maniotas nas améndoas, como compoñente da Orchestra Valdeorras (CD, Bolobolo, Santiago, 1996)

## Obra escrita
- Sonata de amigos, 2008 (Edicións Xerais)